# Емон
Емон (на шведски: Emån) е река в Южна Швеция (провинции Йоншьопинг и Калмар), вливаща се в протока Калмарсунд на Балтийско море. Дължина 229 km, площ на водосборния басейн 4472 km².

## Географска характеристика
Река Емон изтича от южния ъгъл на езерото Смоланд, разположено на 286 m н.в., в централната част на платото Смоланд, при град Бодафорс, лен Йоншьопинг, Южна Швеция. В горното течение има южно направление, в средното – източно, а в долното – югоизточно и източно. Тече предимно в широка и плитка долина в отделни участъци с бързеи и прагове и преминава през няколко малки проточни езера. Влива се в северната част на протока Калмарсунд (отделя остров Еланд от континента) на Балтийско море, на 4 km югоизточно от град Поскалавик, лен Калмар.
Водосборният басейн на река Емон обхваща площ от 4472 km². Речната ѝ мрежа е двустранно развита. На север, юг и запад водосборният басейн на Емон граничи с водосборните басейни на реките Стонгон, Алстерон, Мерумсон Лаган и други по-малки, вливащи се в Балтийско море. Основни притоци: Скелеон, Брусан (леви); Линсон, Гордведаон (дезни).
Емон има снежно-дъждовно подхранване с ясно изразено пролетно пълноводие и зимно маловодие. Среден годишен отток в долното течение 30 m³/s. През зимата замръзва за период от 2 – 3 месеца.

## Стопанско значение, селища
По течението ѝ са изградени няколко малки ВЕЦ-а. Част от водите ѝ се използват за битово и промишлено водоснабдяване. Най-големите селища разположени по течението ѝ са градовете: Ветланда и Хьогсбю.